# Lucius Flavus

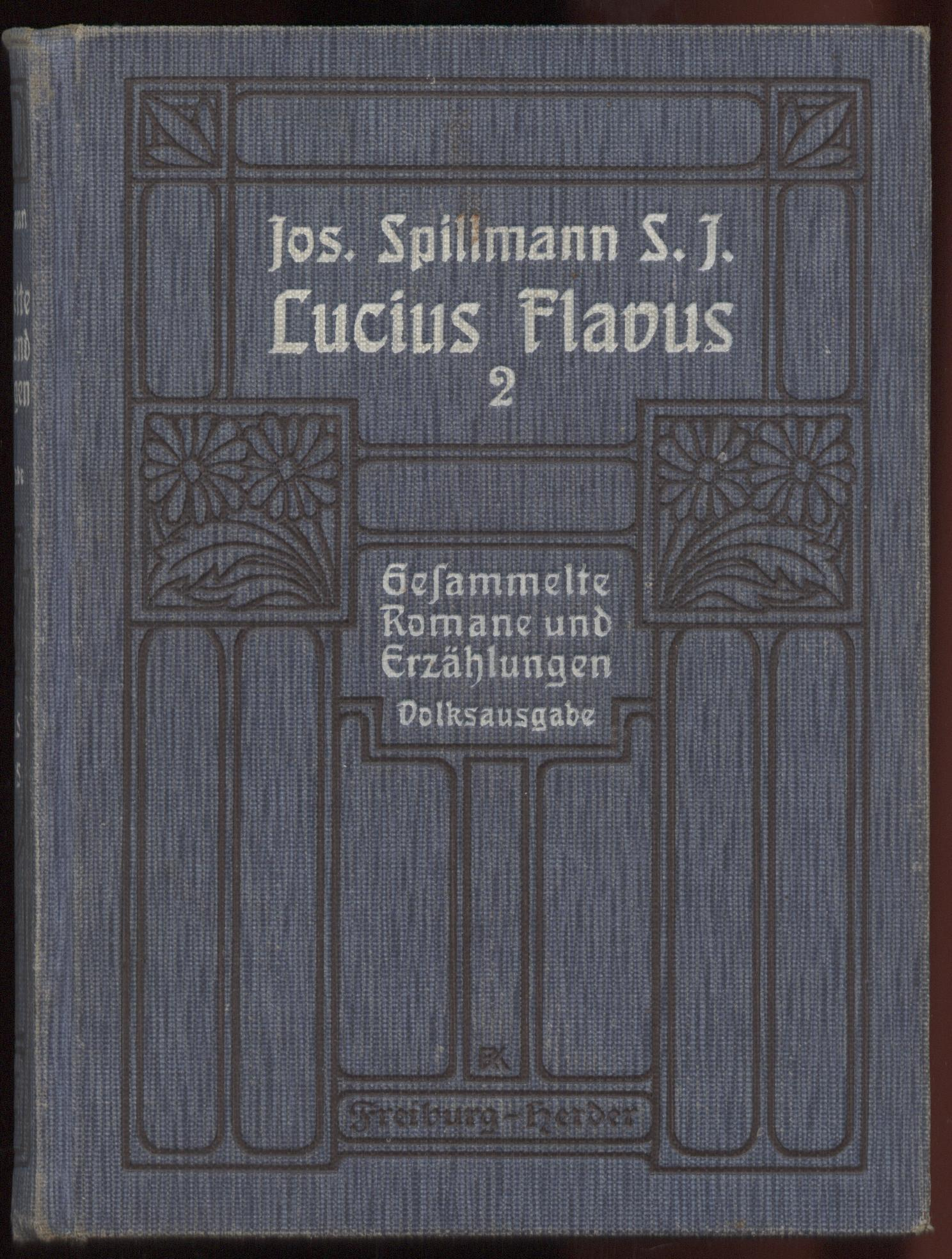
Buchausgabe von 1911

Lucius Flavus ist ein historischer Roman des Schweizer Schriftstellers Joseph Spillmann, der um 1890 im Verlag Herder in Freiburg erschienen ist. Heute ist das Buch nur noch antiquarisch zu bekommen. Es erzählt die Geschichte eines jungen Römers namens Lucius Flavus vor dem Hintergrund des jüdischen Krieges, der Kämpfe um Jerusalem und der Zeit der ersten Christen.

## Entstehung und Hintergrund
Es handelt sich bei Lucius Flavus um einen der ersten und auch erfolgreichsten Romane Spillmanns. Der für seine spannenden, lehrreichen und allgemeinbildenden, nicht zuletzt auf die christlichen Wahrheiten und die Kirchengeschichte aufgebauten Bücher bekannte Schriftsteller hatte vor Lucius Flavus bereits Personen und Schicksale aus der Zeit der Französischen Revolution, der Herrschaft Napoleons, der Besiedlung und Entdeckung Nord-, Mittel- und Südamerikas sowie Neuseelands und Australiens, des Boxeraufstandes in China oder der Geschichte Europas und des Orients beschrieben. Lucius Flavus ist sein einziges Werk, das zur Zeit des römischen Reiches spielt.
Spillmann nahm für dieses Buch vor allem die Werke des Augenzeugen Flavius Josephus zu Hilfe. Dazu schreibt er:

„Natürlich galt (...) als Hauptgewährsmann (...) Flavius Josephus; hat er ja in seinem bekannten Geschichtswerke De bello judaico den Aufstand der Juden und den ganzen Krieg, welcher mit der gänzlichen Zerstörung Jerusalems und seines Tempels endete, ausführlich als Augenzeuge und  Mithandelnder beschriebne.“

Nebenbemerkungen baute er weiter aus. Alle historischen Personen zeichnete er durch eingehende Recherchen so authentisch wie möglich. Er selbst schreibt:

„Die Historischen Persönlichkeiten versuchte ich mit möglichster Treue zu schildern.“

Verschiedene Legenden aus jener Zeit wurden ebenfalls miteingebracht. Einen großen Bezug nimmt das Buch auch zur Bibel, besonders den vier Evangelien. Personen, die in der Bibel nebensächlich oder bewusst erwähnt werden, bekommen einen festen Platz, so zum Beispiel Rhode, Petrus' Gefängniswärter, der Gärtner des Lazarus oder Malchus. Daneben kommt die (in der Bibel nicht namentlich erwähnte) heilige Veronika vor.
Das ganze Buch vertritt eindeutig die katholische Religion, deren Lehre und Sinn sowie deren Wünsche und Logiken. Das in dieser und auch anderer Hinsicht durchaus zum Nachdenken anregende Buch endet mit einem an Thamar und Lucina gerichteten Wort von Papst Linus:

„(...) Neue Stürme werden bald folgen, und noch viel Blut wird fließen, bis die Kirche Christi siegt. Ja sie wird zu kämpfen haben bis ans Endel aller Zeiten! Aber der Sieg ist gewiß. Christus ist Sieger, Christus ist König, Christus ist Herrscher des Weltalls!
Das Wort des Papstes hat sich erfüllt. Alle, an die er es richtete, haben gesiegt, und die Kirche hat gesiegt und wird siegen in Ewigkeit!“

Spillmann tritt im Buch eindeutig für den Katholizismus ein, wie zum Beispiel in diesem Abschnitt. Er zeigt die Wege auf, wie man mit friedlichen Mitteln für das Gute eintritt und standhaft bis zum Tod bleibt. Für Leser mit christlicher Überzeugung bildet dieses Buch ein wunderbares, auch religiöses Erlebnis. Für diesbezüglich uninteressierte oder sogar Atheisten können einzelne Passagen vielleicht etwas störend sein, doch begeistert auch sie die spannende, informative und gekonnt mitreißend erzählte Handlung.
Trotz der zu Zeiten Spillmanns üblichen, im Vorurteil verwurzelten  antisemitischen Meinung, ist bei Spillmann von dem nichts zu bemerken.
Lucius Flavus ist eng verbunden mit dem zur ähnlichen Zeit erschienenen Buch Judas Ende von De Waals. Spillmann schreibt dazu:

„Als die vorliegende Arbeit schon begonnen war, erschien Msgr. de Waals "Judas Ende, Historische Erzählung aus den Anfängen des Christentums in Rom" (Berlin, Verlag von Julius Becker). Der geistreiche Schilderer (...) setzt aber in diesem Buche (...) die Zerstörung Jerusalems bereits voraus und erzählt das Nachspiel in Rom, sodass nur mein "Schluß" den Gegenstand seiner schönen Erzählung streift. Ich glaube also die begonnene Arbeit nicht abbrechen zu sollen. Msgr. de Waals "Judas Ende" bietet, was das Verhältnis zwischen Titus und Berenice betrifft, gewissermaßen die Fortsetzung und den Abschluß des "Lucius Flavus".“

Lucius Flavus wurde mehrmals aufgelegt und in mehrere Sprachen übersetzt. Der Roman ist nur noch in deutscher Schrift zu bekommen.

## Inhalt

### Handlung

#### Erstes Buch: Das Paschafest des Jahres 66 nach Christus
77 n. Chr.: Der jüdische Rabbi Sadok befindet sich mit seinem elfjährigen Sohn Benjamin und seiner sechzehnjährigen Tochter Thamar sowie deren Amme Sara auf der Reise nach Jerusalem. Kurz vor Bethanien werden sie von einem als Kameltreiber verkleideten Räuber in die Irre geführt und von den Banden des  Ben Gioras überfallen. Sadok wird schwer verwundet, Benjamin und Sara verschleppt. Ihnen kommt ein junger römischer Zenturio namens Lucius Flavus zu Hilfe. Er rettet Thamar, schlägt die Räuber in die Flucht oder tötet sie, es gelingt ihm aber nicht, Benjamin und die Amme zu retten. Er bringt sie nach Bethanien zu Eusebius, der sich als Christ herausstellt, in Pflege. Die Belohnung Sadoks schlägt er aus.
Den Gefangenen Ben Gioras, auf dessen Kopf eine hohe Belohnung gesetzt ist, bringt er zum Statthalter Gessius Florus, der ihm die Belohnung verweigert und ihn stattdessen für dessen Sicherheit haften lässt. Florus aber lässt sich von den Kumpanen des berühmten Räubers bestechen, lässt ihn Nachts frei und setzt Lucius gefangen, der aber nach Florus Absetzung wieder befreit wird.
Benjamin erlauscht unterdessen bei den Räubern, dass Thamar nach dem Willen ihres Vaters mit Eleazar, dem Enkel des ehemaligen Hohenpriesters Kaiphas, verlobt ist. Ananus, der Vater des Bräutigams, hat es jedoch nur auf Thamars Reichtum abgesehen und die Räuber angestachelt, sie durch Mord an Thamars Angehörigen zur Alleinerbin zu machen, da das Haus des Kaiphas hoch verschuldet ist. Der Räuberhauptmann Ben Gioras aber will nun seinerseits Ananus mit Benjamin erpressen. Durch Sara, die als Unterhändlerin nach Bethanien geschickt worden ist, erfährt Thamar von diesen Ereignissen und auch, dass ihr Bräutigam ein Verbrecher sei, was allerdings nicht stimmt, da nur dessen Vater in die Sache verwickelt ist. Was die wenigsten wissen, ist, dass Eleazar eigentlich schon mit Rachel, einer guten aber von ihm gehassten Frau verheiratet ist.
Unterdessen erfahren Thamar und Sadok davon, dass ihre Gastwirte Christen sind. Sadok erleidet durch diese Aufregung einen schlimmen Blutsturz und seine Tochter hält ihn für Tod. Auch der Gefahr wegen, welche ihr von Ananus und Ben Gioras droht, schreibt sie an Lucius Flavus. Dieser bringt sie zu seiner Gönnerin  Berenice, der Enkelin des  Herodes, gerade noch rechtzeitig, bevor die Leute des Ben Gioras und die Leute Eleazars ins Haus eindringen. Eusebius, der gerade zu dieser Zeit nicht im Haus ist, kommt erst später zurück. Die Leute Eleazars aber nehmen statt der nicht anwesenden Thamar deren alte Amme Sara mit sich. Nachdem sich dieser Irrtum allerdings zu spät herausgestellt hat, wird sie freigelassen.
Benjamin wird unterdessen ins Haus des Kaiphas gebracht, Thamar flieht mit Berenices Schwester Drusilla nach Masada. Eleazar, der sie nicht aufgeben will, findet ihre Spur, holt sie zurück und bringt sie zu den Tempeljungfrauen. Ananus gewährt ihr ein Gespräch mit ihrem Bruder Benjamin, welcher bereits von Ananus erkauft ist.
Nach seiner Rückkehr nach Bethanien bringt Eusebius Sadok, der tatsächlich noch lebt, nach Jerusalem. Dieser wird langsam wieder gesund, verlässt den Pfleger aber wieder, da dieser seiner Meinung nach Götzendienst betreibt. Tatsächlich handelt es sich aber um die Verehrung des  Schweißtuchs der Veronika.
Die Aufstände in Jerusalem nehmen ihren Lauf. Eleazar und Ben Gioras, die abwechselnd als Messias gefeiert werden, streiten sich um die Gunst des Volkes und sammeln Anhänger. Schließlich wird die Burg Antonia angegriffen. Die Römer ergeben sich und lassen sich von den jüdischen Siegern freien Abzug und sofortige Entlassung versprechen. Diese aber brechen ihr Wort und machen alle Römer nieder, mit Ausnahme des Lucius Flavus, den Eleazar heimlich mit sich nimmt, um sich an ihm zu rächen, da er ihm Thamar mehrmals vorenthalten und ihm abtrünnig gemacht habe.

#### Zweites Buch: Der Aufstand
Lucius kommt in das Verlies des wahnsinnigen Kaiphas. Thamar, die davon erfährt, flieht nachts aus der Klausur der Tempeljungfrauen, um mit Benjamins Hilfe Lucius zu befreien. Vor der verschlossenen Kerkertür jedoch wird den Geschwistern die Fortsetzung der Befreiung unmöglich, Thamar und Lucius verabschieden sich fürs Leben und gestehen sich ihre Liebe. Schließlich aber findet Benjamin den Schlüssel und zu dritt fliehen sie durch Nachbarsgärten zum nächsten Haus.
Dies ist zufällig die Unterkunft der Christen, denen auch Eusebius angehört und die drei werden gerne versteckt und aufgenommen. Thamar, die sich verletzt hat, wird gepflegt. Paulinus, der Neffe des Heiligen  Paulus, unterrichtet die ganze Hausgemeinschaft in den christlichen Lehren. Thamar, die schon vorher halb und halb bekehrt worden war, lässt sich unter die  Katechumenen aufnehmen.
Lucius, Thamar und auch Benjamin werden überall gesucht. Schließlich planen sie die Flucht mittels eines Korbes über die Mauer. Für Thamar ist dies ihrer Verletzung wegen unmöglich, sodass nur die beiden anderen zusammen mit Paulinus die Flucht wagen.

#### Drittes Buch: In Cäsarea und in Rom
In Cäsarea trifft Lucius auf seine ehemaligen Kampfgenossen sowie Berenice. Der Totgeglaubte muss nun als einziger Augenzeuge der schrecklichen Ereignisse in Jerusalem alles genau erzählen, was dort geschah. Bei Cestius Gallus trifft Lucius den Rabbi Sadok, der für tot gehalten worden war. Dieser beschimpft und verflucht ihn zunächst, da er ihn für den Unterschlager seines Vermögens hält. Nachdem er aber alles erfahren hat, dankt er ihm und verspricht ihm die Hand Thamars. Lucius führt in bald mit Benjamin zusammen und die beiden feiern ihr Wiedersehen.
Lucius aber bekommt den Rang eines Tribunen verliehen und die Aufgabe, den angeklagten, ehemaligen Statthalter Florus nach Rom zu bringen, damit er von Nero verurteilt werde. Außerdem erwirkt er bei dem ihm befreundeten und gutgelaunten Gallus die Auszahlung des Geldes, welches auf den Kopf des Ben Gioras gesetzt und das Florus ihm vorenthalten hatte.
Am Abend führt ihn Berenike in das Haus einer ägyptischen Wahrsagerin. Diese zeigt den beiden ein Bild, auf dem Lucius mit Berenike abgebildet ist, im Hintergrund das brennende Jerusalem und in seiner Hand eine Krone. Die Sibylle deutet das Bild, damit, dass Lucius zum Kaisertum berufen sei und Jerusalem nicht mehr lange existieren werde. Lucius verdrängt nun die Eindrücke aus Jerusalem, das Gesicht Thamars und die christlichen Lehren und beginnt, von Macht, Karriere und Triumph zu träumen.
Sadok bringt Benjamin im Haus des Reeders Jonas unter, welcher den Jungen aber schlecht behandelt, sodass Benjamin durchbrennt. Sadok selbst muss mit einer jüdischen Gesandtschaft, die von Nero Gnade erbitten will, nach Griechenland reisen. Lucius und Paulinus segeln nach Rom. Auf dem Schiff diskutieren beide über den christlichen Glauben, wobei dem Leviten die neuen Aussichten des Tribuns schmerzlich klar werden. Paulinus kann einen Anschlag des Florus auf Lucius verhindern, wird dabei aber selbst schwer verwundet.
In Rom angekommen bringt Lucius Paulinus zu seiner Mutter und Schwester. Diese sind mittlerweile auch zu Christen geworden. Tigellinus, der Präfekt der Prätorianer, ist allerdings schon länger eifersüchtig auf die Gunst, die Lucius überall erhält. Er belauscht ein Gespräch zwischen Lucius und seiner Schwester Lucilla über das Christentum, in welchem eine geheime Zusammenkunft der christlichen Häupter, darunter auch Petrus, erwähnt wird. Lucius schickt seine Schwester und Mutter zum Schutz in die Sabiner Berge.
In der Nacht umstellt Tigellinus das Haus. Lucius sowie die ganze Versammlung der Christen im Haus, darunter auch der Papst Petrus, werden gefangen genommen und unter dem Zirkus eingekerkert. Briefe an Berenice bleiben seltsamerweise ohne Reaktion. Lucius erhält eine Zelle mit einem ihm unbekannten, älteren Mann. Dieser erhält Besuch von Paulinus. Dadurch erfährt Lucius, dass es sich um den Heiligen Paulus von Tarsus handelt. In der nächsten Zeit unterrichtet er Lucius, dieser lässt sich nach einiger Zeit taufen. Nach der Hinrichtung Pauli und Petri kommt Lucius in eine schlechtere Kammer.
Inzwischen steht der Krieg mit Jerusalem vor der Tür. Vespasians Sohn Titus (bei dem es sich zufällig um einen alten Schulfreund von Lucius handelt) soll den Feldzug leiten. In einer Beratung, in der auch der Name Lucius Flavus fällt, kommt es zur Diskussion über die kampffähigen Christen und Vespasian bestimmt, dass diese zu einer Strafzenturie zusammengefügt werden sollen. Alle werden ihrer Titel und Ehren enthoben. Unter diesen ist auch Lucius. Auf Titus' Rat will er sich zunächst das Leben nehmen, besinnt sich dann aber seines Glaubens wegen anders. Títus gibt ihm ab da alle Verachtung zu spüren.

#### Viertes Buch: Jerusalems Ende
Die Strafzenturie wird unter den Befehl des grausamen Zenturio Bilosus Vaser gestellt. Sie muss nun überall die schwersten Arbeiten verrichten, Gräben ausheben, und bekommt weniger zu essen. Nach der Ankunft in Jerusalem brechen viele zusammen, müssen aber sofort wieder die Gräben ausheben und das Lager befestigen. Lucius, der die Erschöpfung seiner Kameraden nicht mehr mitansehen kann, wird gezüchtigt und auf halbe Ration gesetzt.
Titus unternimmt ohne große Bedeckung und obgleich noch keine der Kohorten eingetroffen ist, einen Spähritt. Die Juden machen unter Eleazar einen Ausfall, Titus jedoch ist nur von wenigen Männern umgeben und muss unterliegen. Lucius übernimmt kurzerhand das Kommando über die Strafzenturie und diese kommt, ohne Schwert, Schild und Rüstung, dem Sohn des Kaisers zu Hilfe. Da sie beim Aufwerfen der Lagerwälle waren, können sie nur ihre Spaten zu Hilfe nehmen. Lucius rettet Titus das Leben, indem er den hinterrücks angreifenden Eleazar niederschlägt. Fast die Hälfte der Strafzenturie muss das Leben lassen, doch gelingt es ihnen, den Feinden standzuhalten, bis bewaffnete Verstärkung eintrifft. Titus, der nach allen Beleidigungen und Schmähungen eher erwartet hat, dass Lucius ihn bei Gelegenheit niedersticht, betrachtet diesen plötzlich mit ganz anderen Augen.

„"Lucius Flavus," sagte er, "dir und deinen Gefährten danke ich das Leben. Das ist keine Römerrache!" - "Nein, das ist Christenrache," gab Lucius mit leuchtendem Blicke zur Antwort.“

Titus belohnt die Überlebenden der Strafzenturie fürstlich und setzt sie in ihre alten Ehren und Stände ein. Lucius Flavus wird seines Mutes wegen besonders belohnt, erhält das Amt des Adjutanten bei Titus und darf im Zelt des Feldherrn wohnen. Bilosus Vaser, der Lucius bis zuletzt an der kühnen Tat hindern wollte und ihn danach reglementierte, wird für den Provianttransport eingeteilt.
Nach einiger Zeit kommt Berenike, die nun anstatt Lucius Titus umgarnt, auf Besuch. Da der Name, den die ägyptische Sybille genannt hatte, nicht Flavus, sondern Flavius war, sieht sie nun in Titus die Verwirklichung ihrer Träume und straft jeden in ihrer Umgebung, der diesen Irrtum oder überhaupt Lucius Flavus erwähnt.
Um als den Männern gleichwertig zu erscheinen, hat sie sich wie eine Amazone verkleidet, fällt aber beim Geruch der Leichen in Ohnmacht, zum Glück kann sie Lucius noch im letzten Moment auffangen. Die Belagerung nimmt ihren Lauf, Jerusalems Heerführer, die sich noch immer im Rivalenkampf befinden, kommen nicht zum einheitlichen Widerstand.
Eleazar wird nach seiner von Lucius' Spaten verursachten Wunde in den Davidsbau in Jerusalem gebracht, wo Eusebius ein Lazarett für Verwundete eingerichtet hat. Seine eigentliche Frau Rachel erfährt erst nachträglich davon, wird aber von dem Schwerverwundeten weggeschickt. Thamar, deren Fuß wieder verheilt ist, hilft Eusebius verschleiert bei der Pflege.
Benjamin kommt inzwischen von seiner Flucht vor dem Reeder Jonas wieder in Jerusalem an. Es gelingt ihm, wieder in das Haus der Christen zu kommen, ebenso etwas später Paulinus. Diese beiden erhalten dann den Auftrag, Jerusalem wieder zu verlassen und Benjamin wird auserwählt, das Schweißtuch der Veronika nach Bethanien zu retten. Am Tor wird Paulinus ergriffen und unter die Kämpfenden gesteckt, da er sich aber weigert, den Römern zu fluchen, von den eigenen Leuten gesteinigt. Die Christen finden ihn einige Zeit später, bemerken, dass er lebt und bringen ihn ins Verwundetenlager des Eusebius.
Der langsam genesende Eleazar vermutet fälschlicherweise ein Liebesverhältnis zwischen Thamar und Paulinus. Nach einiger Zeit geht er wieder nach Hause, überrascht aber Thamar einige Zeit später auf der Straße und bringt sie zu Rachel ins Haus. Mit dieser und auch Eleazars Bruder Natanael freundet sie sich gut an und wirkt als Missionarin. Sie verachtet Eleazar, ist aber gezwungen, einen Eid zu schwören, nicht zu fliehen.
Inzwischen wurde auch Benjamin auf seiner Flucht von römischen Spähern ergriffen, glücklicherweise kommt Lucius hinzu, der ihn in Schutz nimmt und bei sich wohnen lässt. Eines Tages kommt Rabbi Sadok ins Lager, um für den Erhalt des Tempels zu bitten, und bietet Titus die Hälfte seines Vermögens an. Titus stimmt zu. Im Lager treffen Benjamin, Sadok und Lucius wieder zusammen.
Im Kampf wird Eleazar abermals von Lucius schwer verwundet, diesmal unrettbar. Bei einer Heerschau der Römer schießt er den noch immer glühend gehassten Lucius mit dem Bogen an. Diese Tat ist aber wieder schädlich für ihn selbst, da Aufregung und Hass ihn zugrunde richten. Thamar und Rachel pflegen ihn im Tempel.
Berenike, die sich aus Scham vor den römischen Soldaten wieder zurückgezogen hat, bittet Titus, ihr zuliebe und als Denkmal ihrer Liebe den Tempel zu erhalten. Auf Lucius Hinweis, dass Jesus Christus sagte, vom Tempel werde kein Stein auf dem anderen bleiben, fasst auch er diesen Entschluss, üm das Christentum, welches er als gefährliche Macht sieht, der Lüge zu überführen. Dies geschieht nicht als Feindschaft gegen Lucius, sondern nur als diplomatische Notwendigkeit. Titus wird es aber weder möglich sein, die Versprechen gegen Sadok und Berenike zu erfüllen, noch seinem eigenen Wunsch zu entsprechen.
Inzwischen ist die Belagerung sehr weit fortgeschritten. Seiner Tapferkeit wegen wird Lucius zum Legaten befördert. Als der Tempel brennt, verharren Rachel und Thamar bei dem sterbenden Eleazar. In seiner letzten Stunde nimmt dieser das Christentum an und wird durch seine Frau getauft. Eine Flucht aber ist nun für die beiden fast unmöglich. Beim Begehen eines verrauchten Ganges fällt Rachel in Ohnmacht. Thamar, die sie nicht verlassen will, bricht zusammen. Natanael, der jüngere Bruder Eleazars, läuft um Hilfe. Im brennenden Tempel trifft er auf Lucius, der ihn sofort begleitet.  Als er oben ankommt, sind alle Rückwege versperrt. Lucius trägt die beiden Frauen aufs Tempeldach, von wo es allerdings auch keinen Abgang gibt.
Unterdessen erkennt Rabbi Sadok beim Anblick des brennenden Tempels die Wahrheit der Lehren Jesu.
Die vier Flüchtlinge werden gesehen. Nathanael springt auf einen weit entfernten, kleinen Vorsprung von wo ihm der lebensgefährliche Abstieg über eine Leiter gelingt. Er bringt Titus, der wie alle Römer und das Volk, Lucius beobachtet, eine Nachricht von Lucius. Titus schickt daraufhin einen Decurio mit einer Leiter hinauf, der Lucius hilft, die beiden Frauen zum Vorsprung und zur Leiter zu befördern. Danach bekommt Lucius von Titus die Erlaubnis, alle in Jerusalem befindlichen Freunde zu holen. Gemeinsam gehen alle nach Bethanien ins Haus des Eusebius. Lucius und Thamar heiraten.
Nach Ende des Krieges wird Lucius von Titus zum Präfekten der Prätorianer ernannt und damit zum zweithöchsten Mann Roms. Titus verspricht ihm aus Dank für alles, dass er nie einen Christen seines Glaubens wegen verfolgen wird. Lucius weiß aber, dass nach Titus dessen Bruder Domitian Kaiser werden würde und dass dann sein Tod und der Tod aller Christen unausweichlich sein würde. Beim Triumphzug in Rom, bei welchem er den Ehrenplatz zu Pferd neben Titus erhält, trifft er seine aus den Bergen zurückgekehrte Mutter und Schwester.
Nach einiger Zeit zieht er mit seiner Frau und allen Angehörigen (das heißt Sadok, Benjamin, Lucilla, Lucia, Paulinus, Rachel und Natanael) nach Italien in ein großes, schönes Landhaus am See.

### Anhänge

#### Schlusserzählung
Thamar ist bereits Mutter zweier Kinder. Sadok, der inzwischen, wie alle in der Familie, Christ geworden ist, widmet sich nun der Vervielfältigung der Bibel und der Briefe. Nathanael und Benjamin helfen ihm dabei. Der Papst Linus kommt zu Besuch, bespricht mit Lucius das Christentum und den Staat, danach findet man Thamar und Lucius im Gespräch. Der Leser erfährt, was aus allen geworden ist. Berenices Vorstellungen hatten sich nicht erfüllt und sie war von Stufe zu Stufe gefallen. Deren Schwester Drusilla aber war nun auch Christin geworden.

#### Zusatzinformationen
In einem genauen Verzeichnis der im Buch gemachter Verweise geht Spillmann genau auf verschiedene Ausdrücke, Orte und Begebenheiten ein und verrät interessante Details. Ein Ausführliches Nachwort beschäftigt sich unter anderem mit der Entstehung des Buches.

#### Beilagen
Dem Werk liegen in sämtlichen Karten des Herodianischen Tempels und der Stadt Jerusalem sowie einen genauen Plan der Belagerung durch Titus bei.

### Unterteilung
Das Buch ist in vier Bücher aufgeteilt, welche wiederum auf zwei Bände verteilt wurden. Die Anhänge finden sich nicht in allen Ausgaben.

## Einige Personen
- Lucius Flavus (Der Titelheld des Buches) ist ein junger Römer, Sohn der Lucina und Bruder von Lucilla. Er wird als sehr guter Kämpfer, außergewöhnlich schön, groß, geschickt, ehrenhaft und wahrheitsliebend beschrieben. Im Lauf des Buches steigt er vom Zenturio über den Tribun und Legaten bis zum Präfekten der Prätorianer auf. Er heiratet Thamar, die Tochter des Rabbi Sadok und hat zwei Kinder. Am Anfang des Buches noch überzeugt von der römischen Ethik wird er im Verlauf des zweiten Buches von Paulus getauft. Sein Vater war ein römischer Ritter und Senator.
- Thamar ist die Tochter des Rabbi Sadok aus Antiochien und die Schwester Benjamins. Sie ist am Anfang des Buches sechzehn Jahre alt und wird als sehr schön beschrieben. Zunächst ist sie eine strenggläubige Jüdin, tritt aber dann zum Christentum über. Eigentlich mit Eleazar verlobt, heiratet sie später Lucius Flavus und hat zwei Kinder.
- Benjamin (Benjamin Ben Sadok) ist der Sohn Sadoks und Bruder Thamars. Er ist verwegen und mutig, gilt bei manchen als verwöhnt. Gemeinsam mit Thamar erhält er noch in Jerusalem die Taufe. Er ist ein guter Freund von Natanael. Seine guten Ideen und sein Mut helfen oft aus schwierigen Situationen.
- Sadok ist der Vater von Benjamin und Thamar und  ein reicher Gelehrter und Rabbi. Er gilt als sehr weise und ist im Verlauf des Buches ein strenger Jude, allerdings nicht ganz ohne Vorurteile, besonders gegen das Christentum. Er liebt seine Kinder sehr und wird am Schluss wie sie Christ.
- Lucina ist die Mutter von Lucius und Lucilla, eine überzeugte, standfeste Frau griechischer Herkunft. Auch sie lässt sich taufen.
- Lucilla ist die Schwester von Lucius und die Tochter von Lucina. Sie wird als sehr schön beschrieben, wovon besonders Tigellinus überzeugt ist. Dieser hat die Absicht, sie als Unterhaltung dem Cäsar mitzubringen, worauf sie flieht.
- Natanael ist der Sohn des Ananus und der Bruder Eleazars. Im Gegensatz zum Rest seiner Familie ist er ehrenhafter, fröhlicher und sehr gläubig. Später lässt er sich taufen. Er ist ein guter Freund von Thamar und Benjamin.
- Eleazar ist der Enkel des Kaiphas und Sohn des Ananus. Eigentlich mit Thamar verlobt, will er sie auch nach der Enthüllung seiner Machenschaften auf jeden Fall zur Frau, da sie zunächst schön und dann reich ist, Anforderungen, welche seine erste und eigentliche Frau, Rachel, nicht erfüllte. Er ist jähzornig und nicht sehr Bibelfest. Bis zuletzt hegt er Rachegefühle gegen Lucius und Paulinus, da er sie für Rivalen an Thamar hält. Lucius setzt er mehrmals gefangen, es gelingt ihn auch, diesen zu verwunden, wird aber dann seinerseits von Lucius im Kampf tödlich verletzt. In der Todesstunde lässt er sich von Rachel taufen.
- Ananus Ben Kaiphas ist der Vater von Eleazar, Benjamin und Ruth. Seinen jüdischen Glauben hat er fast ganz verloren, ist ein Hetzer gegen das Christentum, hoch verschuldet und verdient sein Geld auf ungeraden Wegen. Während der Belagerung Jerusalems versucht er mit einem Sack voller Tempelgold zu fliehen, wird aber von den Römern ergriffen und gekreuzigt
- Kaiphas ist der ehemalige Hohepriester, unter dem Jesus gekreuzigt wurde. Der wahnsinnig gewordene wird von seinem Sohn in einem Keller gefangengehalten. Bei der Belagerung stürzt er sich in die Flammen des Tempels.
- Ruth ist die Schwester Eleazars und Natanaels, sie ist schwer krank und hat Visionen von Jesus Christus. Kurz vor dem Tod wird sie von Eusebius getauft.
- Rachel ist die erste und eigentliche Frau Eleazars. ER heiratete sie ihres Reichtums wegen, da sie nicht schön war. Da aber dieser mit einem Schiff versank, behandelt er sie schlecht und wie eine Sklavin. Ihre Leiden opfert sie für Eleazars Seelenheil auf und hat das Glück, ihn in dessen letzter Stunde zu taufen.
- Martius ist ein Decurio der zwölften Legion, ein ergrauter Soldat und guter Kämpfer, ein Freund von Lucius. Mit seiner Hilfe können Thamar und Rachel aus dem Feuer gerettet werden.
- Claudius Lysias ist ein römischer Tribun. Da er sich mit Lucius um die für ihr Volk bittende Königin Berenice annimmt, werden beide von Florus gefangengesetzt. Im Gefängnis lässt sich Lysias von Lucius taufen. Beim Verrat der Juden bekennt er seinen Glauben und wird daraufhin ermordet.
- Sara ist die Amme von Benjamin und Thamar. Zu Thamars Rettung wird sie einmal als diese ausgegeben. Sara ist alt, gutmütig, freundlich und voll Liebe für ihre Schützlinge, dabei nicht sonderlich mutig.
- Titus Vespasian ist der Feldherr des jüdischen Krieges, ein alter Schulkamerad von Lucius und der Sohn von Kaiser Vespasian.
- Tigellinus ist der Präfekt der Prätorianer unter Nero. Er verrät Lucius und dessen Familie des Christentums wegen. Später nimmt Lucius unter Titus dessen Platz ein.
- Pomponius Papilio ist ein Tribun, ein guter Freund von Lucius und Berenice.
- Berenice (eigentlich Berenike, im Buch Berenice) ist die Enkelin des Herodes und Schwester  Agrippas und  Drusillas. Zunächst spielt sie sich als Gönnerin Lucius' auf, später des Titus. Durch deren Hilfe will sie den Thron einer Kaiserin besteigen, wird aber enttäuscht. Zuvor war sie mit dem Sohn des Tiberius Alexander verheiratet. Berenice gilt im Buch als eine der schönsten Frauen der damaligen Welt.
- Drusilla ist die Schwester Berenices. Zunächst mit Statthalter Felix liiert, wird sie von Paulus zur Rede gestellt. Dem Christentum ist sie sehr zugetan, lässt sich aber erst spät taufen. Drusilla scheint in allem das bloße Gegenteil ihrer Schwester zu sein. Sie ist eine gute Freundin von Thamar.
- Helena ist die Sklavin Drusillas, sie ist Christin und stammt aus Griechenland. Für Drusilla ist sie mehr eine Freundin als eine Sklavin. Nach deren Verarmung bleibt sie ihr als einzige treu.
- Tiberius Alexander ist ein zu den Römern übergegangener Jude, der unter Titus hilf, Jerusalem zu unterwerfen.
- Paulinus ist der Neffe des Heiligen Paulus, wird von den Juden aus Hass gegen das Christentum beinahe gesteinigt. Er unterweist die Hausgenossen im Katechismus und arbeitet später unter der Leitung Sadoks an der Bibelvervielfältigung.
- Eusebius ist ein Christ aus dem Stamm Manasse. Er ist ein bekannter Wundarzt und wird in der Schreckenszeit zum Priester geweiht, worauf er mit seiner Frau Salome Enthaltsamkeit übt. Er ist der Verwalter des Gutes in Bethanien, wo früher Lazarus lebte.
- Salome ist die Frau von Eusebius, wird von Ben Gioras als Geisel festgehalten und ihrer guten Kochkunst wegen erst nach langer Zeit freigelassen.
- Rhode ist eine Magd im Marienhaus in Jerusalem, wo sich Lucius, Thamar und Benjamin versteckthalten. Sie diente dort schon zu Petri Zeiten und war es, die ihm öffnete, als ihn der Engel aus dem Gefängnis befreit hatte.
- Simon Ben Gioras ist ein Räuberhauptmann aus Galiläa, er lässt sich als Messias feiern und ist einer der drei Hauptführer Jerusalems, als die Aufstände losbrechen.
- Johannes von Gischala ist neben Eleazar und Ben Gioras der dritte Rebellenführer Jerusalems.
- Eupolemos ist ein Sklave von Berenice, schmeichelhaft und unehrlich.
- Martha und Mirjam sind die Nichten von Eusebius. Kurz vor der Belagerung verlassen sie Bethanien.
- Malchus ist ein ehemaliger Diener des Hohenpriesters, jetzt eifriger Christ. Jesus hatte ihm damals im Ölgarten das Ohr wieder angeheilt. Heute sei es das einzige, auf dem er noch hört.
- Malchus jr. (Sohn von Malchus) nahm unter Florus die Stelle des Gefängniswärters ein, ihm entwischte damals der Gefangene Petrus. Siehe Hauptartikel Apostelgeschichte

## Kritik
„(...) Darstellung, Durchführung des Romans sind, wie man es bei Spillmann nicht anders erwarten kann, vorzüglich, der Inhalt gediegen, Verstand und Herz bildend, die Phantasie anregend, vereint mit schöner Form bei schlichtem, klaren Erzählerton.“

„Die Handlung ist anschaulich und im höchsten Grade spannen, mit einem Worte: Meisterhaft erzählt! (...) Immer ist die Schilderung lebenswarm, die Zeichnung Historischer Personen und Orte echt und anschaulich..“

„... erinnert das Werk an die sogenannten Professorenromane: die Handlung ist sehr breit, und das wissenschaftliche Material ist nicht von einem Dichtergeiste verarbeitet und zu einem Kunstwerke gestaltet worden. Ferner ist dem Verf. die Darstellung der Eroberung Jerusalems nicht die Hauptsache, sondern die Bekehrung einer Anzahl Personen zum Christentume. Das religiöse Element drängt sich auch dadurch hervor, daß eine zu große Anzahl von Personen aus der Leidensgeschichte Christi oder aus der Apostelgeschichte entnommen sind oder daß sie Nachkommen von solchen sind, die mit Christi Leben in Beziehung gestanden haben. Um dies anschaulich und vor allem wahrscheinlich zu machen, dazu fehlt dem Verf. das dichterische Vermögen. Schließlich zeigen die Madonnenbilder, das Schweißtuch der Heiligen Veronika, das Martyrium des Petrus und Paulus, das Auftreten des Papstes und ähnliches all zu sehr den katholischen Verfasser. Die Charaktere sind wenig vertieft ...“

## Sonstiges
Das Buch besitzt Genrebedingt viele Ähnlichkeiten in Thema und Gestaltung mit den Romanen Quo Vadis (erschienen 1895) von Henryk Sienkiewicz und Ben Hur (1880) von Lew Wallace.